# Колмогоров Андрій Миколайович
Колмого́ров Андрі́й Микола́йович (*12 (25) квітня 1903, Тамбов — † 20 жовтня 1987, Москва) — російський радянський математик.

## Життєпис
Мати — Марія Яківна Колмогорова (1871—1903) — померла при пологах. Батько — Микола Матвійович Катаєв — загинув у 1919 році. Колмогорова усиновила і виховала материна сестра, Віра Яківна Колмогорова.
Він рано почав виявляти різноманітні інтереси. Навчаючись у московській гімназії, Колмогоров захоплювався біологією, фізикою, історією. У 14 років самостійно за енциклопедією почав вивчати вищу математику. Усе життя діяльність А. М. Колмогорова була нерозривно пов'язана з Московським університетом, на математичне відділення якого він вступив у 1920 році. В університеті молодий учений приєднався до наукової школи М. М. Лузіна.
У 1920-ті рр. лузінська школа переживала пору свого розквіту, активно працювали П.C. Александров, Д. Є. Меньшов, Л. А. Люстерник. У віці 19 років Колмогоров зробив велике наукове відкриття — побудував всюди розбіжний тригонометричний ряд. Його ім'я стає відомим у науковому світі. Заняття теорією множин і тригонометричними рядами пробудили у Колмогорова інтерес до теорії ймовірностей. Його книга «Основні поняття теорії ймовірностей» (1936), де була побудована аксіоматика теорії ймовірностей, належить до класичних праць в цій галузі науки.
Колмогоров був одним із творців теорії випадкових процесів. Йому належать фундаментальні наукові відкриття у класичній механіці, де після досліджень І. Ньютона і П. Лапласа він зробив радикальний прорив у розв'язку основної проблеми динаміки, що стосується стійкості Сонячної системи.
У гідродинаміці (теорії турбулентності) Колмогорову належать досягнення, які мають характер відкриття законів природи. У 1956—1957 рр. він почав займатися 13-тою проблемою Гільберта. Його учень Володимир Арнольд отримав результат, що призвів до її повного розв'язання і подальшого розвитку цієї проблематики.
Колмогоров збагатив науку в багатьох інших галузях: математичній логіці, топології, математичній статистиці, функціональному аналізі, теорії диференційних рівнянь і динамічних систем, теорії інформації, займався застосуванням математичних методів в теорії стрільби, лінгвістиці, біології.
Наприкінці життя А. М. Колмогоров зробив спробу розкрити сутність понять «порядок» і «хаос», показати, як хаотичні процеси, що ми сприймаємо як випадкові, виникають з детермінованих, але складно влаштованих явищ. Так виникла його концепція випадковості як алгоритмічної складності.
В останні роки свого життя учений брав активну участь розробці питань математичної освіти в школі і університетах, зробив величезний внесок у розвиток освіти.

## Членство в іноземних академіях та наукових товариствах[19]
- Національна академія наук США;
- Лондонське королівське товариство;
- Американська академія мистецтв та наук в Бостоні;
- Нідерландська королівська академія наук;
- Академія наук Фінляндії;
- Паризька академія наук;
- Німецька академія «Леопольдина»;
- Міжнародна академія історії наук;
- Національна академія наук Румунії;
- Національна академія наук Угорщини;
- Національна академія наук Польщі;
- Королівське статистичне товариство Великої Британії;
- Лондонське математичне товариство;
- Міжнародний статистичний інститут;
- Математичне товариство Індії;
- Американське філософське товариство;
- Американське метеорологічне товариство.

А. М. Колмогорова також було обрано почесним доктором Паризького (1955) та Стокгольмського (1960) університетів

## Нагороди[20]
А. М. Колмогоров удостоєний звання Героя Соціалістичної Праці, нагороджений 7 орденами Леніна, орденами Трудового Червоного Прапора і Жовтневої Революції, медалями.
Йому були присуджені Державна (1941) і Ленінська (1965) премії, премії АН СРСР ім. П. Л. Чебишева і М. І. Лобачевського, Міжнародна Бальцанівська премія (1963), Міжнародна премія фонду Вольфа (1981), Медаль Гельмгольця Академії наук НДР, Золота медаль американського метеорологічного товариства.

## Деякі публікації А.М.Колмогорова
- А. Н. Колмогоров. О профессии математика. — М. : Изд-во Московского Университета, 1988. — 32 с.
- А. Н. Колмогоров. Математика — наука и профессия. — М., 1988. — 288 с.
- А. Н. Колмогоров, И. Г. Журбенко, А. В. Прохоров. Введение в теорию вероятностей. — М., 1982. — 160 с.
- Статті Колмогорова [Архівовано 16 грудня 2011 у Wayback Machine.] в журналі Квант (1970—1993).
- A. N. Kolmogorov. Foundations of the theory of probability. — 1956. — 84 с.(англ.)